# Dalbergia ecastaphyllum
Dalbergia ecastaphyllum är en ärtväxtart som först beskrevs av Carl von Linné, och fick sitt nu gällande namn av Paul Hermann Wilhelm Taubert. Dalbergia ecastaphyllum ingår i släktet Dalbergia, och familjen ärtväxter. Inga underarter finns listade i Catalogue of Life.

## Bildgalleri

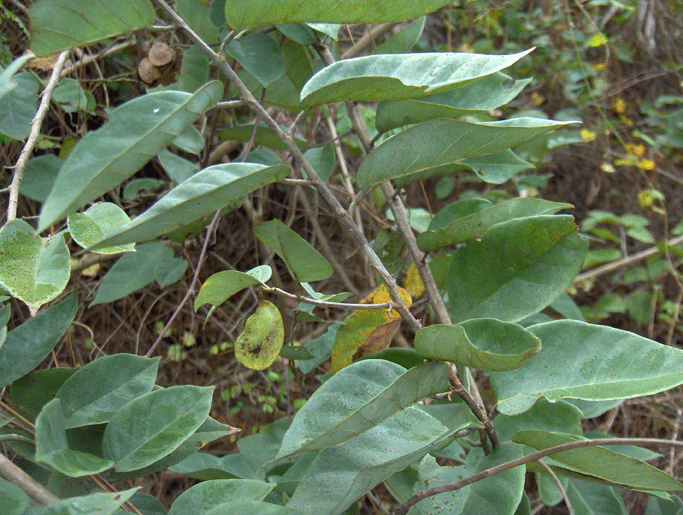
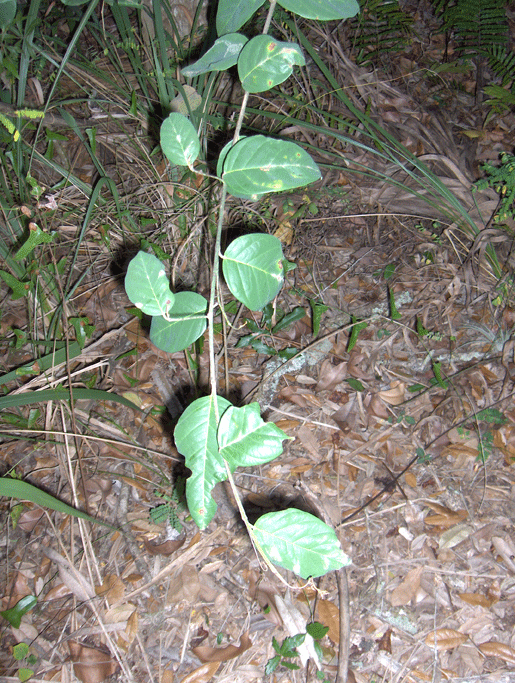
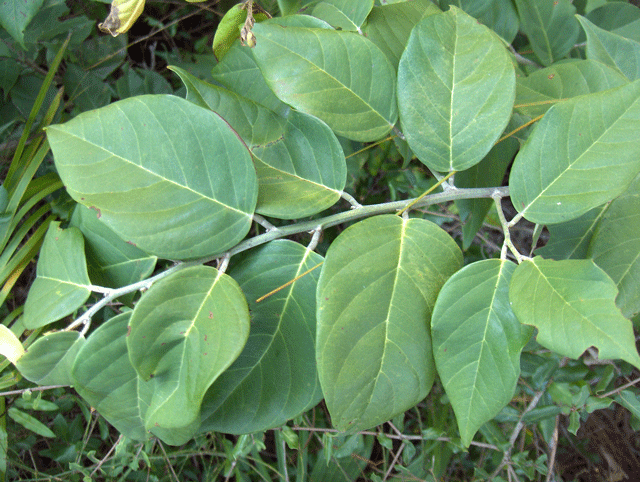